# Unabhängigkeitsreferendum in Slowenien 1990
Am 23. Dezember 1990 fand ein Unabhängigkeitsreferendum in Slowenien statt. Mehr als 95 % der Abstimmenden stimmten für die Unabhängigkeit von Jugoslawien, während der Anteil der Wahlberechtigten, die mit „Ja“ stimmten, bei einer Wahlbeteiligung von 90 % weit über der Schwelle von 50 % lag, die nötig für die Annahme des Referendums war. Sowohl die regierende Mitte-Rechts-Koalition als auch die linke Opposition unterstützten das Referendum und riefen die Wähler auf, die Unabhängigkeit Sloweniens zu unterstützen.

## Vorgeschichte
Im Rahmen der Revolutionen im Jahr 1989 und der Desintegration des Ostblocks begann der Zerfall der SFR Jugoslawien. Nachdem das Parlament der Sozialistischen Republik Slowenien das „unveräußerliche Recht zur Selbstbestimmung und Unabhängigkeit“ schon Ende 1989 in die Verfassung aufgenommen hatte, beschloss es am 6. Dezember 1990 einstimmig und unilateral die Durchführung einer Volksabstimmung über die Unabhängigkeit Sloweniens.

## Frage
| Deutsch                                                                      | Slowenisch                                                          |
| ---------------------------------------------------------------------------- | ------------------------------------------------------------------- |
| Soll die Republik Slowenien ein selbständiger und unabhängiger Staat werden? | Ali naj Republika Slovenija postane samostojna in neodvisna država? |

## Ergebnis
|                                     | Stimmen   | %      |
| ----------------------------------- | --------- | ------ |
| Ja                                  | 1.289.369 | 95,71  |
| Nein                                | 57.800    | 4,29   |
| Gültige Stimmen                     | 1.347.169 | 100,00 |
| Ungültige oder leere Stimmzettel    | 14.569    |        |
| Gesamt                              | 1.361.738 | 100,00 |
| Registrierte Wähler/Wahlbeteiligung | 1.457.020 | 93,46  |
| Quelle: SUDD                        |           |        |

## Folgen
Das Ergebnis des Referendums verpflichtete die slowenischen Behörden, innerhalb von sechs Monaten die Unabhängigkeit Sloweniens zu erklären. Am 25. Juni 1991 wurde die Verfassungscharta über die Unabhängigkeit und Souveränität der Republik Slowenien verabschiedet, und am folgenden Tag wurde die Unabhängigkeit erklärt, was zum Zehn-Tage-Krieg führte. Die Jugoslawische Volksarmee zog sich nach kurzer Zeit aus Slowenien zurück, während es in Kroatien und anderen Teilen Jugoslawiens zu einem langanhaltenden Konflikt kam (Jugoslawienkriege).